# Клубінський потік
Клубінський потік (словац. Klubinský potok) — річка в Словаччині у регіоні Орава, права притока Бистриці, протікає в окрузі Чадця.
Довжина приблизно 9-10.6 км. Витік знаходиться в масиві Кисуцькі Бескиди (частина Рача — схил гори Велика Рача) — на висоті близько 950 метрів. Протікає територією села Клубіна..
Впадає в Бистрицю на висоті приблизно 445 метрів.